# Veyretia caudata
Veyretia caudata là một loài thực vật có hoa trong họ Lan. Loài này được (R.J.V.Alves) Mytnik mô tả khoa học đầu tiên năm 2007.